# Vieil Homme en costume militaire
Vieil Homme en costume militaire est un portrait à l'huile sur panneau datant de 1630-1631 réalisé par le peintre néerlandais Rembrandt, et conservé au Getty Center (Los Angeles). 

## Histoire
Le tableau est peint par Rembrandt vers 1630 ou 1631, alors qu'il vit à Leiden (Pays-Bas). Le panneau qui sert de support à la peinture (constitué de deux planches de chêne de la Baltique, abattu en 1622, jointes verticalement) est issu du même arbre que les panneaux de deux autres œuvres : Tête d'une jeune fille (v. 1645, Leiden Collection) et un Souper d'Emmaüs (collection privée). La peinture est achetée par le J. Paul Getty Museum en 1978.
L'attribution de l'œuvre à Rembrandt est remise en doute par le Rembrandt Research Project en 1994, mais des spécialistes de Rembrandt comme Seymour Slive, Egbert Haverkamp-Begemann (en) et Walter Liedtke (en) maintiennent que celui-ci est bien l'auteur du tableau. Cette attribution est généralement acceptée depuis.

## Description
Cette peinture est une tronie : un portrait qui ne représente pas une personne spécifique, mais constitue une étude d'un visage caractéristique. Ici, le sujet est un homme âgé à l'air anxieux. Il porte un plastron ou un gorgerin métallique fermé par un rivet et un chapeau orné d'une plume d'autruche. Son costume martial pourrait symboliser la résistance militaire néerlandaise contre l'Espagne des Habsbourgs. Son visage est de face alors que son corps est orienté de trois-quarts. Ainsi, la ligne de ses épaules et la courbure de la plume créent une impression de profondeur dans le tableau.

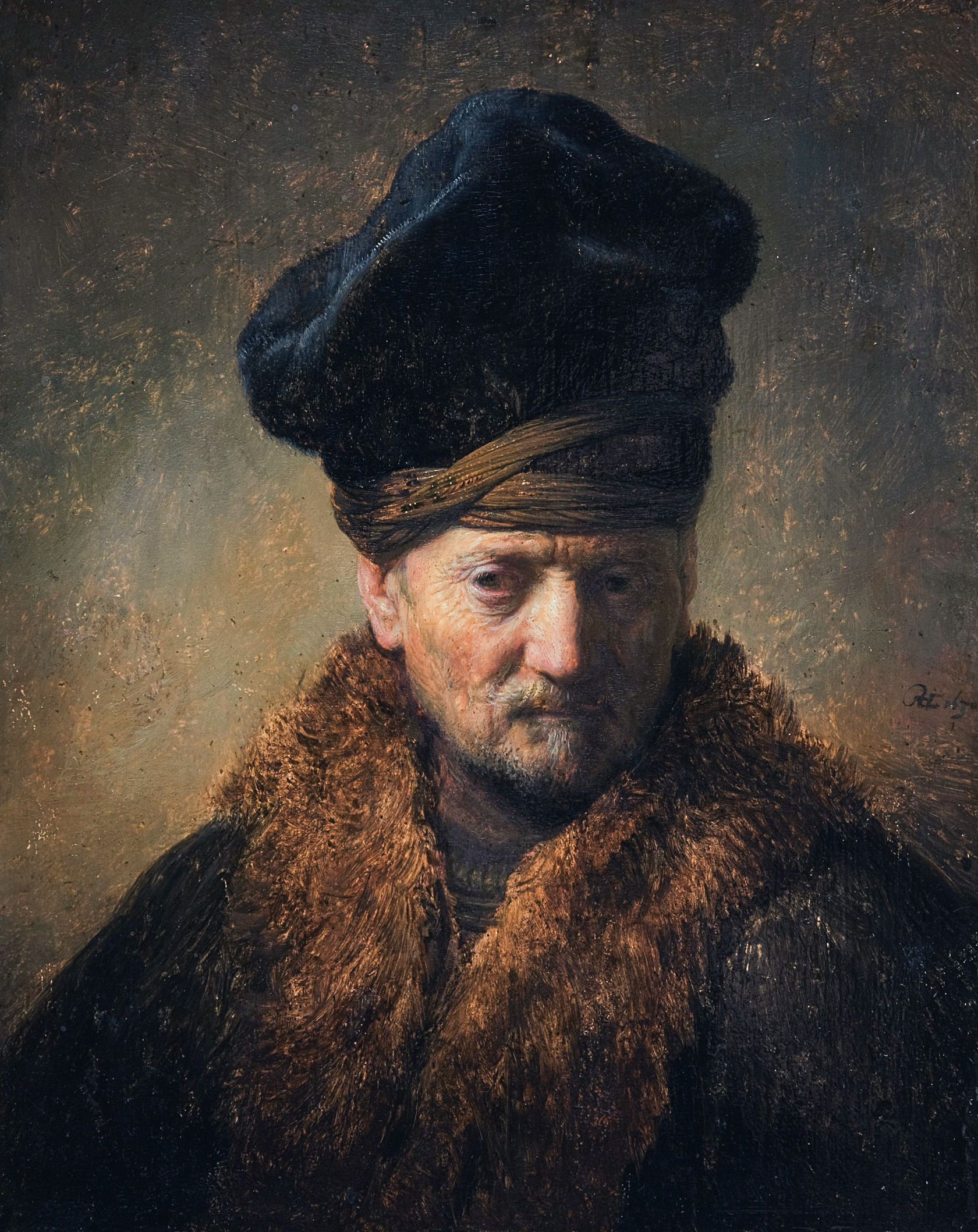
Rembrandt, Vieil Homme avec un chapeau de fourrure, 1630, Tiroler Landesmuseum, Innsbruck.

Rembrandt traite en détail les marques de l'âge sur le visage de l'homme : les rides autour du nez et des yeux, la barbe et la moustache clairsemées sont particulièrement travaillées,. Les yeux humides sont soulignés par les paupières inférieures rosées. Le sujet est éclairé par une lumière provenant du coin supérieur gauche, qui renforce le contraste du tableau. L'opacité de l'œuvre est typique de la production de Rembrandt des années 1630.
Le modèle du tableau, qu'on a parfois pris pour le père du peintre, apparaît sur d'autres œuvres de l'auteur comme le Vieil Homme avec un chapeau de fourrure (1630, Tiroler Landesmuseum (de), Innsbruck).

## Analyse
L'œuvre a été analysée aux rayons X à plusieurs reprises. Une première radiographie en 1968 révèle l'existence d'une peinture plus ancienne, représentant la tête d'un jeune homme, sous la peinture actuelle et orientée à 180° par rapport à celle-ci. En 2015, l'emploi de nouvelles technologies permet de reconstituer partiellement le premier portrait en couleurs. Ce portrait représentait un jeune homme, de trois-quarts, portant un manteau bleu ou vert et également un gorgerin.
En 2019, une nouvelle étude révèle davantage d'informations. Rembrandt a d'abord peint la figure du jeune homme, puis, gêné par la jonction des planches de bois traversant verticalement le panneau, il a retourné le tableau pour peindre le second portrait par-dessus. Il a placé le visage du second portrait pour qu'il coïncide avec le visage du premier, afin d'aligner les parties ombragées des deux visages.

## Sources
- [Liedtke 1995] (en) Walter Liedtke, « Rembrandt's 'Man in a Gorget and Plumed Cap' in the J. Paul Getty Museum », The Burlington Magazine, vol. 137, no 1108,‎ 1995, p. 458-462 (JSTOR 886502, lire en ligne)
- [Trentelman 2015] (en) Karen Trentelman et al., « Rembrandt’s An Old Man in Military Costume: the underlying image re-examined », Applied Physics A, vol. 121,‎ 2015, p. 801-811 (DOI 10.1007/s00339-015-9426-3, lire en ligne)
- [MacLennan 2019] (en) Douglas MacLennan et al., « Rembrandt's An Old Man in Military Costume: Combining hyperspectral and MA-XRF imaging to understand how two paintings were painted on a single panel », Journal of the American Institute for Conservation, vol. 58, nos 1-2,‎ 2019, p. 54-68 (DOI 10.1080/01971360.2018.1540245, lire en ligne)